# 看哪，这个人！ (提香)
《看哪，这个人！》（Ecce Homo）是提香的一幅大型布面油画，署名并注明日期为 1543 年，现藏于维也纳艺术史博物馆。 
画中，耶稣半裸身体，精疲力尽，站在宫殿楼梯的顶端。身穿蓝衣的本丢·彼拉多询问聚集在台阶脚下的人群，人群挥舞着双臂回答：“把他钉在十字架上！”   